# Gomphrena claussenii
Gomphrena claussenii är en amarantväxtart som beskrevs av Horace Bénédict Alfred Moquin-Tandon. Gomphrena claussenii ingår i släktet klotamaranter, och familjen amarantväxter. Inga underarter finns listade i Catalogue of Life.